# Содружество непризнанных государств
Содру́жество непри́знанных госуда́рств (Союз непризнанных государств, СНГ-2) — объединение непризнанных и частично признанных государств на постсоветском пространстве, основанное в 1992 году. Состоит из Республики Абхазия, Приднестровской Молдавской Республики и Республики Южная Осетия. Также в данное объединение входили Республика Сербская Краина (1992—1995), Республика Сербская (1992—1995) и Нагорно-Карабахская Республика (1992—2023).
В 20-х числах ноября 2000 года в Тирасполе родилось новое объединение непризнанных государств: был подписан договор о создании постоянно действующего координирующего органа — Совещания министров иностранных дел — и консультативного совета на уровне экспертов для подготовительной работы между встречами, которые предполагалось проводить не реже двух раз в год.

## Общие характеристики
Объединяет участников этого содружества то, что все они возникли во время распада СССР и сопровождавших его острых межэтнических конфликтов.
Несмотря на отсутствие членства в ООН, члены содружества продолжают существовать уже на протяжении довольно длительного времени. Все они имеют такие атрибуты независимой государственности, как собственные конституции, правительства, вооруженные силы, органы госбезопасности, таможенные и пограничные службы. Политические и экономические структуры непризнанных государств более или менее приспособились к существованию в условиях «ни мира, ни войны, ни международного признания», хотя процесс восстановления разрушенной экономики в условиях фактической изоляции от внешнего мира продвигается очень медленно.
Урегулирование проблемы непризнанных государств Кавказа осложняет наличие сотен тысяч беженцев, бывших вынужденными покинуть свои дома в результате вооружённых столкновений и этнических чисток.
- Приднестровская Молдавская Республика
- Абхазия
- Южная Осетия

## История создания
Союз непризнанных государств был учреждён в 1992 году. Изначально в него входили, помимо Приднестровья, Абхазии и Южной Осетии, ещё самопровозглашённые Республика Сербская, образованная в Боснии и Герцеговине, Сербская Краина, существовавшая на территории Хорватии и Нагорно-Карабахская Республика, прекратившая свое существование по результатам соглашений 2023 года.
Республика Сербская Краина была присоединена к Хорватии в результате операции Буря летом 1995 года и прекратила своё существование.
Республика Сербская в результате Дейтонских соглашений (ноябрь 1995 года) получила статус государственного образования в составе Боснии и Герцеговины. Тогда же Республика Сербская автоматически прекратила своё членство в Союзе непризнанных государств.

## 2000—2005
Первый шаг на пути сотрудничества между Абхазией и Приднестровьем был сделан сразу же после окончания грузино-абхазской войны. Тогда между двумя внешнеполитическими ведомствами был подписан первый договор о сотрудничестве. Затем в Тирасполе 20-22 ноября 2000 года Министры иностранных дел НКР, Абхазии, Южной Осетии и Приднестровья решили учредить постоянно действующий координационный орган — Совещание министров иностранных дел. Согласно другому источнику орган назывался Комитет министров иностранных дел непризнанных государств, договор о создании которого был подписан в ходе совещания. Кроме того, был создан консультативный совет на уровне экспертов для подготовительной работы между встречами, которые должны проводиться не реже двух раз в год.
К очередной встрече министров иностранных дел Абхазии, НКР, Южной Осетии и Приднестровской Молдавской Республики, которая состоялась в Степанакерте (Ханкенди) 2-3 июля 2001 года, консультативный совет разработал регламент организации, который и был принят на совещании. По завершении работы было принято Совместное заявление и Итоговое коммюнике. Появление Совещания наблюдатели оценивали в основном скептически: «Союз маргиналов», «СНГ-2» (Союз непризнанных государств — 2) и т. д. Изначально было также предложение назвать «четвёрку» НАТО-2 (Нагорно-Карабахская Республика, Абхазия, Транснистрия и Осетия). 22 августа 2001 года в Сухуме состоялось подписание Протокола о сотрудничестве и консультациях между министерствами иностранных дел Республики Абхазия и Приднестровской Молдавской Республики. Протокол — один из ряда документов, регламентирующих взаимоотношения между двумя республиками на дипломатическом уровне. После Степанакерта название СНГ-2 (Содружество непризнанных государств) стало широко распространённым и этим названием затем стали пользоваться и сами учредители. Так, например, в 2005 году глава МИД Приднестровской Молдавской Республики противопоставлял СНГ-2 и ГУУАМ. Впоследствии это дало повод писать в прессе, что идея создания СНГ-2 в своё время зародилась именно в Степанакерте. В рамках СНГ-2 был осуществлён ряд встреч. Так, в марте 2002 года главы непризнанных государств провели в Тирасполе встречу с целью координации своих действий в рамках созданного ими блока СНГ-2. В сентябре 2002 года глава внешнеполитического ведомства Южной Осетии сообщил о возможности создания в будущем непризнанными государствами, возникшими на территории бывшего СССР, военного блока.
В марте 2005 российская Госдума рассмотрела, но отказалась принять предложенный депутатами фракции «Родина» законопроект о поправках к принятому ранее конституционному закону «О порядке принятия в Россию и образования в её составе нового субъекта РФ». Согласно законопроекту, бывшие советские автономии могли бы войти в состав России на основании волеизъявления народа, проживающего на данной территории, без заключения международного договора с постсоветским государством, в состав которого они входят. По мнению Дмитрия Рогозина, Андрея Савельева и Наталии Нарочницкой, подготовивших законопроект, это могло бы решить проблемы Приднестровья, Абхазии и Южной Осетии. По словам Андрея Савельева, законопроект мог бы «исправить историческую несправедливость»: при распаде СССР республиканские власти («малые метрополии») не проводили в автономных образованиях (будущих непризнанных государствах) референдумы о выходе из СССР, нарушив таким образом действовавшую на тот момент союзную Конституцию, а референдумы о независимости «малых метрополий» в самих автономиях не состоялись. Законопроект, однако, получил отрицательные заключения комитетов Госдумы по международным делам и по делам Федерации и региональной политике. В ходе голосования инициативу «Родины» поддержала лишь КПРФ. ЛДПР и «Единая Россия» отказались от участия в голосовании. В 2005 году после долгих препирательств Россия согласилась на грузинский план урегулирования грузино-осетинского конфликта и на «дорожную карту» Виктора Ющенко по разрешению приднестровского конфликта, что было названо поворотным пунктом в российской политике по отношению к СНГ-2. На 22 апреля 2005 года в была запланирована встреча глав Республики Абхазия, Приднестровской Молдавской Республики и Южной Осетии. По словам главы МИД Приднестровья Валерия Лицкая, «встреча диктуется изменением политической ситуации, в частности планами расширения ГУУАМ. <…> Я думаю, что ГУУАМ получит адекватный ответ в лице СНГ-2». В последний момент саммит был перенесён на июль.

## 2006
В знак отхода от ранее провозглашавшегося Россией принципа безусловного признания территориальной целостности «малых метрополий», в начале 2006 года президент РФ Владимир Путин публично поставил перед министром иностранных дел Сергеем Лавровым задачу добиться того, чтобы решение, которое международное сообщество в 2006 году планировало принять в отношении статуса края Косово, было признано «универсальным» — то есть, если Косово получило бы независимость, то на самостоятельность, по мысли российского президента, могли бы претендовать и непризнанные государственные образования на постсоветском пространстве. Западные государства, напротив, настаивали на «уникальности» косовской ситуации. В мае 2006 года были проведены консультации российского МИДа с президентами Абхазии и Приднестровья.
14 июня главы Абхазии, Приднестровья и Южной Осетии (Сергеем Багапшем, Игорем Смирновым и Эдуардом Кокойты соответственно) на саммите в Сухуме дополнительно заключили «Договор о дружбе, сотрудничестве и взаимопомощи» и подписали Декларацию о создании Сообщества «За демократию и права народов», которая предполагала не только экономическое и политическое сотрудничество между республиками, но и создание коллективных миротворческих вооружённых сил, которые могли бы заменить российских миротворцев и совместно отражать возможные силовые акции «малых метрополий» и попытки разрешения ситуации военным путём. Исполнительный секретарь — Валерий Лицкай. Была создана Межпарламентская Ассамблея Содружества.
Тогда же российский президент Владимир Путин объявил, что судьба непризнанных государств должна определяться волей их населения на основе права на самоопределение.
Летом — осенью Грузия восстановила контроль над верхней частью Кодорского ущелья, населённой сванами. 27 сентября, в День памяти и скорби, президент Грузии Михаил Саакашвили объявил о переименовании Кодори в Верхнюю Абхазию. В своём выступлении Саакашвили заявил, что аналогии между Косово и Абхазией, которые проводит российское руководство, являются «искусственными и надуманными». По его словам, нынешняя Грузия сильно отличается от Грузии времён Эдуарда Шеварднадзе и готова ответить всем, кто покусится на её территориальную целостность: «Любая попытка оторвать от Грузии её территории получит достойный отпор… Сейчас не XIX век и не начало XX века, чтобы целые страны становились разменными монетами».
Тем временем 12 октября парламент Южной Осетии направил обращение руководству республик Северная Осетия-Алания, Карачаево-Черкесия и Кабардино-Балкария с призывом признать правовую и моральную ответственность Грузии за геноцид южных осетин в 1920 и в 1989—1992 годах.
Через неделю, 18 октября, Народное собрание Абхазии обратилось к российскому руководству с просьбой признать независимость республики. В постановлении Народного собрания отмечалось, что «на сегодняшний день Абхазия обладает всеми необходимыми признаками и атрибутами суверенного государства, признаваемыми мировым сообществом, организация и деятельность которого соответствует всем критериям демократического, правового и социального государства, основанного на представительной демократии и разделении властей». «Принимая во внимание желание абсолютного большинства населения Абхазии связать свою судьбу с Россией, подтверждением чему является принятие гражданства Российской Федерации более чем 90 % жителей Абхазии», Народное собрание Абхазии просит руководство России установить между двумя государствами ассоциированные отношения.
19 октября президент Чеченской Республики Алу Алханов заявил на пресс-конференции в Москве, что чеченцы готовы вмешаться в ситуацию в Абхазии и Южной Осетии, если там снова начнётся война: «Я бы не взял на себя смелость говорить, что добровольцы не пойдут помогать братским народам Абхазии и Южной Осетии». Ранее аналогичные заявления о готовности вмешаться в конфликт руководители Чечни делали в августе 2004 года на фоне обострения ситуации вокруг Южной Осетии. Занимавший тогда пост вице-премьера Рамзан Кадыров в интервью грузинской телекомпании «Мзе» заявлял, что 5000 чеченцев готовы войти в Цхинвали «для сохранения мира в этом регионе».
23 октября в интервью российской газете «Коммерсантъ» помощник госсекретаря США Мэтт Брайза разъяснил позицию США по вопросу о ситуации в Абхазии и Южной Осетии:
 …В принципе мы не можем говорить о незаконности стремления Абхазии или Южной Осетии к самоопределению. Это желание соответствует международным нормам, так же как и соблюдение территориальной целостности любого государства. Задача переговорщиков — найти выход из создавшейся ситуации. Готовой формулы в данном случае не существует. Теоретически есть разные варианты. Федерация, конфедерация, решение, принятое ООН или на основе проведённого референдума.
— Насколько я понимаю, референдум в Абхазии состоялся и его результаты известны?

— Проведённый там референдум не может стать основанием для независимости. Около 300 тыс. человек не принимали в нём участия, так как не могли вернуться в свои дома.

## 2008
Отношение российского руководства к проблеме непризнанных государств на постсоветской территории резко изменилось в результате войны, произошедшеей в августе 2008 г. на территории Грузии (в основном в границах Южной Осетии и Абхазии).
26 августа президент России Дмитрий Медведев подписал указы о признании государственного суверенитета республик Южная Осетия и Абхазия, «учитывая свободное волеизъявление осетинского и абхазского народов, руководствуясь положениями Устава ООН, декларацией 1970 г. о принципах международного права, касающихся дружественных отношений между государствами, Хельсинкским Заключительным актом СБСЕ 1975 г. и другими основополагающими международными документами». Это решение вызвало резко негативную международную реакцию. Одновременно российское руководство предприняло шаги по ослаблению напряжённости между ещё одним непризнанным государственным образованием (ПМР) и Молдавией.
2 ноября 2008 года по инициативе президента РФ Дмитрия Медведева в резиденции Майендорф состоялся саммит по Нагорному Карабаху с участием президентов Армении Сержа Саргсяна и Азербайджана Ильхама Алиева, где была подписана Декларация Азербайджана, Армении и России по Нагорному Карабаху, получившая название Майендорфской декларации. Решение о проведении саммита было принято во время визита Медведева в Ереван.